# 李用質
李用質，字文含，山東兖州府濟寧州人。明末政治人物。

## 生平
天启元年（1621年）辛酉科舉人，崇禎十三年（1640年）庚辰科進士，任山西襄陵縣知縣，嘗攝篆臨汾，三年奏最，擢刑部江西司主事。逆闖渡河，晋中沸擾，用質易名姓，間道還里。清軍入关，收定山東，奉檄赴部，除知淮安清河縣，入为兵科给事中，出使還朝，将據所覩聞及治襄治清利病，漸次入告，先疏濟寧钱粮遞年私派包賠之弊，得旨行撫按、總河察勘，會卒于京邸，事庋未覆，濟人惜之。乙酉、丙戌分校南北两闈，力汰浮華，務检英儁，今自綸、屏卿貳内外，濟濟在位，天下推为知人。